# L'amour ça fait chanter la vie
L'amour ça fait chanter la vie (O amor faz cantar a vida) foi a canção que representou a Bélgica no Festival Eurovisão da Canção 1978 interpretada por Jean Vallée, o autor da letra e da música da canção que foi orquestrada por Jean Musy.
A canção belga foi a décima ser interpretada na noite do evento, a seguir à canção suíça e antes da canção neerlandesa interpretada pela banda Harmony. Após a votação ter terminado, a canção belga terminou em segundo lugar, entre 20 países concorrentes e recebeu 125 pontos. Curiosamente, apesar de ter terminado em 2.º lugar, a televisão jordana, declarou-a como vencedora, tudo por causa do ódio contra Israel, devido ao problema Israel-palestiniano.
A canção é uma balada sobre a força do poder/força do amor, mais concretamente o modo como ele pode melhorar a vida.